# Riidaküla
Koordinaten: 58° 43′ N, 22° 35′ O
Riidaküla ist ein Dorf (estnisch küla) in der Landgemeinde Hiiumaa (bis 2017: Landgemeinde Emmaste). Es liegt auf der zweitgrößten estnischen Insel Hiiumaa (deutsch Dagö).

## Einwohnerschaft und Lage
Riidaküla hat 13 Einwohner (Stand 31. Dezember 2011).
Der Ort liegt auf der Südspitze der Insel, nordwestlich des Dorfes Emmaste.